# Gertrud Nüsken
Gertrud Nüsken (geb. Fröhlich; * 21. Dezember 1917 in Anhalt; † 14. August 1972 bei Königs Wusterhausen) war eine deutsche Schachspielerin. Sie kam bei dem Interflug-Flug 450/742 ums Leben.

## Leben
Gertrud Nüsken war Mathematikerin. Sie arbeitete im Waggonbau als Statikerin. Sie war bis zu dessen Tod mit Friedrich „Fritz“ Nüsken (1914–1970) verheiratet, dem Chefstatiker des Görlitzer Waggonbaus, der 1958 für die Entwicklung des Doppelstockwagen-Gliederzuges den Nationalpreis der DDR in der II. Klasse für Wissenschaft und Technik erhielt.

## Schachliche Erfolge
Gertrud Nüsken erlernte das Schachspiel ab 1946 von ihrem Ehemann. Bereits zwei Jahre später gewann sie 1948 in Bad Doberan die 1. Deutsche Damenmeisterschaft 1948 der Sowjetischen Besatzungszone. Dreimal wurde sie DDR-Meisterin der Frauen.
Weitere vordere Plätze bei deutschen Meisterschaften der Frauen waren:
- 1949 Dritte in Bad Klosterlausnitz, die Mira Kremer gewann,[4]
- 1950 geteilte Erste mit Edith Keller vor Mira Kremer in Sömmerda,[5]
- 1951 Zweite hinter Mira Kremer in Schwerin,[6]
- 1952 Dritte hinter Edith Keller-Herrmann und Mira Kremer in Schwerin,[7]
- 1953 Erste vor Mira Kremer in Weißenfels,[8]
- 1954 Dritte in Bad Saarow, die Ursula Höroldt gewann,[9]
- 1955 Erste vor Ruth Landmesser und Mira Kremer in Zwickau.[10]

1954 nahm sie am Europa-Zonenturnier der Frauen teil. 1955 zog sie sich vom Turnierschach zurück.

## Sonstiges
1959 gewann Gertrud Nüsken einen Filmideen-Wettbewerb. Aus ihrer Geschichte entstand die erfolgreiche DEFA-Filmkomödie Papas neue Freundin.